# Petar Kriste
Petar Kriste, hrvaški politik in publicist * 1936, Dubrovnik.
Bil je direktor RTV-centra Dubrovnik ter predsednik dubrovniškega odseka Matice Hrvatske. Kot pripadnik hrvaških reformistov je bil 1971 aretiran in odpuščen iz službe.
Leta 1990 je bil minister za obrambo Republike Hrvaške in med letoma 1990 in 1992 minister za trgovino Republike Hrvaške.